# Kính hiển vi điện tử truyền qua quét

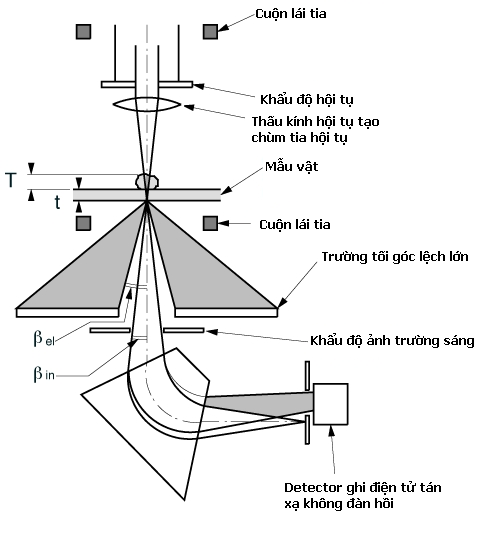
Nguyên lý của STEM: Sử dụng một chùm điện tử hẹp quét trên mẫu.

Kính hiển vi điện tử truyền qua quét (tiếng Anh: Scanning transmission electron microscopy, viết tắt là STEM) là một dạng kính hiển vi điện tử truyền qua mà ở đó, chùm tia điện tử được hội tụ thành một chùm tia rất hẹp, đồng thời quét trên bề mặt mẫu khi truyền qua mẫu. STEM đang là loại kính hiển vi điện tử truyền qua cho độ phân giải tốt nhất tới cấp độ nguyên tử và nhiều phép phân tích hữu ích đi kèm.

## Nguyên lý và các phép đo của STEM
Nếu như ở các kính hiển vi điện tử truyền qua thông thường, chùm tia điện tử sử dụng là một chùm tia hẹp, song song và truyền qua mẫu (thường được gọi là CTEM, là chữ viết tắt của Conventional Transmission Electron Microscopy) thì ở STEM, người ta sử dụng một chùm tia điện tử được hội tụ thành một đầu dò rất hẹp (các kính hiện đại hiện nay có thể hội tụ tới cỡ 0.1 Angstrom) nhờ hệ thấu kính hội tụ và khẩu độ hội tụ, đồng thời sử dụng các cuộn lái tia để điều khiển chùm tia quét trên mẫu. Vì thế chùm tia truyền qua cũng được quét và tán rộng tạo nên sự tán xạ góc lớn của chùm điện tử. STEM vẫn ghi ảnh tương tự như CTEM với các CCD camera (với các ảnh trường sáng và trường tối) nhưng nó còn có kèm thêm các phép phân tích và ghi ảnh khác. STEM cũng có chế độ tạo ảnh độ phân giải cao, và ở các ảnh này, độ tương phản lại tỉ lệ thuận với nguyên tử số của các nguyên tử có mặt trong mẫu do đó còn được gọi là Z-contrast HRTEM. Nhờ khả năng quét chùm điện tử hẹp, STEM có thể cho phép dựng lại ảnh 3 chiều của các cấu trúc nổi với độ phân giải cao.

### Ảnh góc lệch vành khuyên lớn

Nguyên lý ghi ảnh HAADF và phép phân tích phổ EELS trong STEM.

Kỹ thuật này thường được viết tắt là HAADF (là chữ viết tắt của High-angle annular dark field). Do chùm tia điện tử bị quét khi truyền qua mẫu nên người ta thu được chùm tia truyền qua được quét trong một hình nón góc rộng (có thể đạt tới cỡ vài chục mrad). Chùm tia này được ghi nhận bằng một detector dạng hình vành khăn đặt sau mẫu, và ảnh trường sáng hoặc trường tối (HAADF). Độ tương phản của loại ảnh này tỉ lệ thuận với nguyên tử số của nguyên tử có mặt trong mẫu vì thế còn được gọi là ảnh Z-contrast và cũng vì thế HAADF đặc biệt hữu ích cho các phép phân tích sự phân bố hóa học. Ảnh HAAF độ phân giải cao hiện nay có thể chụp ảnh phân bố các nguyên tử (nặng) với độ phân giải rất cao và có chất lượng cao.

### Phân bố hóa học nhờ EELS và EDX
Nhờ sử dụng detector dạng vành khăn nên STEM có thể đồng thời ghi nhận điện tử (góc lệch hẹp) cho phép phân tích phổ tổn hao năng lượng điện tử (EELS). Hơn nữa, chùm tia điện tử rất hẹp được quét qua mẫu nên nó có thể song song tiến hành các phép chụp ảnh, đồng thời ghi phổ EELS, EDX... ở tại nhiều điểm khác nhau trên mẫu, tạo nên phép phân tích phân bố các nguyên tố hóa học cũng như các tính chất hóa học khác ở mẫu (cấu trúc, liên kết hóa học, hóa trị...) với độ phân giải rất cao. Đây là phép phân tích mà các CTEM khó có thể đạt được .

## SuperSTEM
STEM lần đầu được xây dựng năm 1938 bởi Manfred von Ardenne của công ty Siemens (Berlin, Đức) chỉ sau một thời gian TEM xuất hiện, nhưng hầu như không thể phát triển do việc khó khăn trong việc hội tụ chùm điện tử có tính đơn sắc kém vào điểm nhỏ. Tuy nhiên, phải đến năm 1970 STEM mới thực sự phát triển nhờ việc tạo ra chùm điện tử có độ đơn sắc cao bằng việc sử dụng súng phát xạ trường (FEG). Cho đến hiện nay, STEM là công cụ mạnh để ghi ảnh với độ phân giải tới cấp nguyên tử. Trong những nghiên cứu phát triển STEM hiện nay, mục tiêu loại trừ quang sai (do tính không hoàn toàn đơn sắc của chùm điện tử và sự kém hoàn hảo trong việc hội tụ của hệ các thấu kính điện tử) đang là vấn đề cấp bách để đạt được các STEM có độ phân giải cực lớn. Nhiều dự án xây dựng các STEM mạnh đang được phát triển dựa trên mục tiêu này và người ta đang xây dựng những STEM có khả năng phân giải cao, gọi là SuperSTEM.